# 泉町 (瀬戸市)
泉町（いずみちょう）は、愛知県瀬戸市深川連区の町名。丁番を持たない単独町名である。

## 地理
- 瀬戸市中央部に位置する[8]。西を湯之根町・宮里町、北を西印所町・東印所町、東を須原町、南を宮脇町と隣接している[8]。
- 住宅と陶磁器関係の小工場が混在する[8]。中央部を市道深川穴田線が南北に通る[8]。

### 河川
- 印所川（瀬戸川支流）[8] ： 町の中央部を南流している。
- 泉川（印所川支流） ： 町の西部、宮里町との町境を南流している。

- 印所川（泉町内）
- 泉川（泉町・宮里町境）

### 学区
市立小・中学校に通う場合、学区は以下の通りとなる。また、公立高等学校普通科に通う場合の学区は以下の通りとなる。
| 番・番地等 | 小学校                 | 中学校                 | 高等学校 |
| ---------- | ---------------------- | ---------------------- | -------- |
| 全域       | 瀬戸市立にじの丘小学校 | 瀬戸市立にじの丘中学校 | 尾張学区 |

## 歴史

### 町名の由来
この地は大正時代には東を大道町、西を泉町といっていた。この地の窯焼の旦那衆7名が集まってこの2つをまとめて泉町と名付けたと伝えられる。

### 沿革
- 1942年（昭和17年）1月9日 - 瀬戸市大字瀬戸字印所の一部により、同市泉町として成立[2]。

## 世帯数と人口
2025年（令和7年）2月1日現在の世帯数と人口は以下の通りである。
| 町丁 | 世帯数  | 人口  |
| ---- | ------- | ----- |
| 泉町 | 138世帯 | 274人 |

### 人口の変遷
国勢調査による人口の推移。
| 1995年（平成7年）  | 404人 | [ 12 ] |  |
| 2000年（平成12年） | 375人 | [ 13 ] |  |
| 2005年（平成17年） | 339人 | [ 14 ] |  |
| 2010年（平成22年） | 322人 | [ 15 ] |  |
| 2015年（平成27年） | 287人 | [ 16 ] |  |
| 2020年（令和2年）  | 293人 | [ 17 ] |  |

### 世帯数の変遷
国勢調査による世帯数の推移。
| 1995年（平成7年）  | 142世帯 | [ 12 ] |  |
| 2000年（平成12年） | 135世帯 | [ 13 ] |  |
| 2005年（平成17年） | 123世帯 | [ 14 ] |  |
| 2010年（平成22年） | 114世帯 | [ 15 ] |  |
| 2015年（平成27年） | 111世帯 | [ 16 ] |  |
| 2020年（令和2年）  | 106世帯 | [ 17 ] |  |

## 交通

### 鉄道
町内に鉄道は走っていない。最寄り駅は名鉄瀬戸線尾張瀬戸駅になる。

### バス
町内にバスは走っていない。最寄りのバス停は、名鉄バス「しなの線（瀬戸北線）」【1】【1H】【2】【2H】【3】【4】系統、同「本地ヶ原線」【10】系統の瀬戸宮前バス停になる。

### 道路
町内に国道・県道は通っていない。

## 施設
- 泉秋寺 ： 真宗大谷派。開基は1949年（昭和24年）に法雲寺[注釈 1]住職本多智淳の次男本多千秋による。本尊は阿弥陀如来[18][注釈 2]。
- 放光寺 ： 浄土宗。本尊は阿弥陀如来[20]。
- ノベルティ・こども創造館 ： 2003年（平成15年）に開館。ノベルティの技術や歴史を感じとることのできる創作体験、様々な素材を用いた創造プログラム、ノベルティ作品の展示などを行っている[21]。
- シンシア瀬戸深川 ： 介護付き有料老人ホーム[22]。
- 大島耐火産業株式会社 ： 昔ながらの製法にこだわった本業土を販売。小さく細かい物から大物まで対応できる粘土がそろっている[23]。
- 香月苑 ： 深川神社付近にある焼肉店で、様々な種類のお肉をお値打ちに提供[24]。

- 泉秋寺
- 放光寺
- ノベルティ・こども創造館
- シンシア瀬戸深川
- 大島耐火産業株式会社
- 香月苑

## その他

### 日本郵便
- 郵便番号 : 489-0073[6]（集配局：瀬戸郵便局[25]）。